# Públio Valério Patruíno
Públio Valério Patruíno (em latim: Publius Valerius Patruinus) foi um senador romano da gente Valéria, nomeado cônsul sufecto para o nundínio, de julho a agosto de 82, com Lúcio Antônio Saturnino. Era natural de Ticino, na Gália Cisalpina. Depois de seu consulado, foi nomeado governador da Síria entre 87 e 90.
Teve uma filha chamada Valéria, casada com Lúcio Domício Apolinário, cônsul sufecto em 97.